# 波罗蜜
波罗蜜，是桑科波羅蜜屬常绿乔木，另外還有一種名稱相似的植物小波罗蜜。

## 产地
原产於印度、东南亚，隋唐时传入中国。现在波罗蜜盛产于中国岭南、福建、云南和印度、中南半岛、南洋群岛、孟加拉国和巴西等地。

## 名稱
波羅蜜在廣州及其他粵語地區稱為大樹菠蘿；在广西等地称为木波罗；滇西地区称牛肚子果。
波羅蜜在剛進入中國時的早期記載中多有異名。唐代《隋書》、《通典》、《酉陽雜俎》称为“婆那娑”（梵文 पनस/panasa 对音），又或對音作「般橠娑」、「婆罗那娑」、「頻那挲」、「波羅婆」。宋代與同是梵語來源的名詞「波羅密」（梵文 पारमिता/pāramitā 對音）搞混而改稱「波羅蜜」，「蜜」字也體現了該水果的含糖量高、甜如蜜，從而沿用至今。來自南美洲的相似熱帶水果菠蘿亦得名自波羅蜜。
古籍中提到該果安南稱之為「曩伽結」, 波斯稱之為「婆那娑」, 拂菻稱之為「阿贗嚲單」、「阿薩嚲單」、「阿菩嚲」。
英文名「Jack Tree」是馬拉雅拉姆語ചക്ക（chakka）被葡萄牙語借作 Jaca，再被英語借作Jack。因為17世紀時，葡萄牙人把菠蘿蜜引進巴西，再移至牙買加種植。

## 外觀

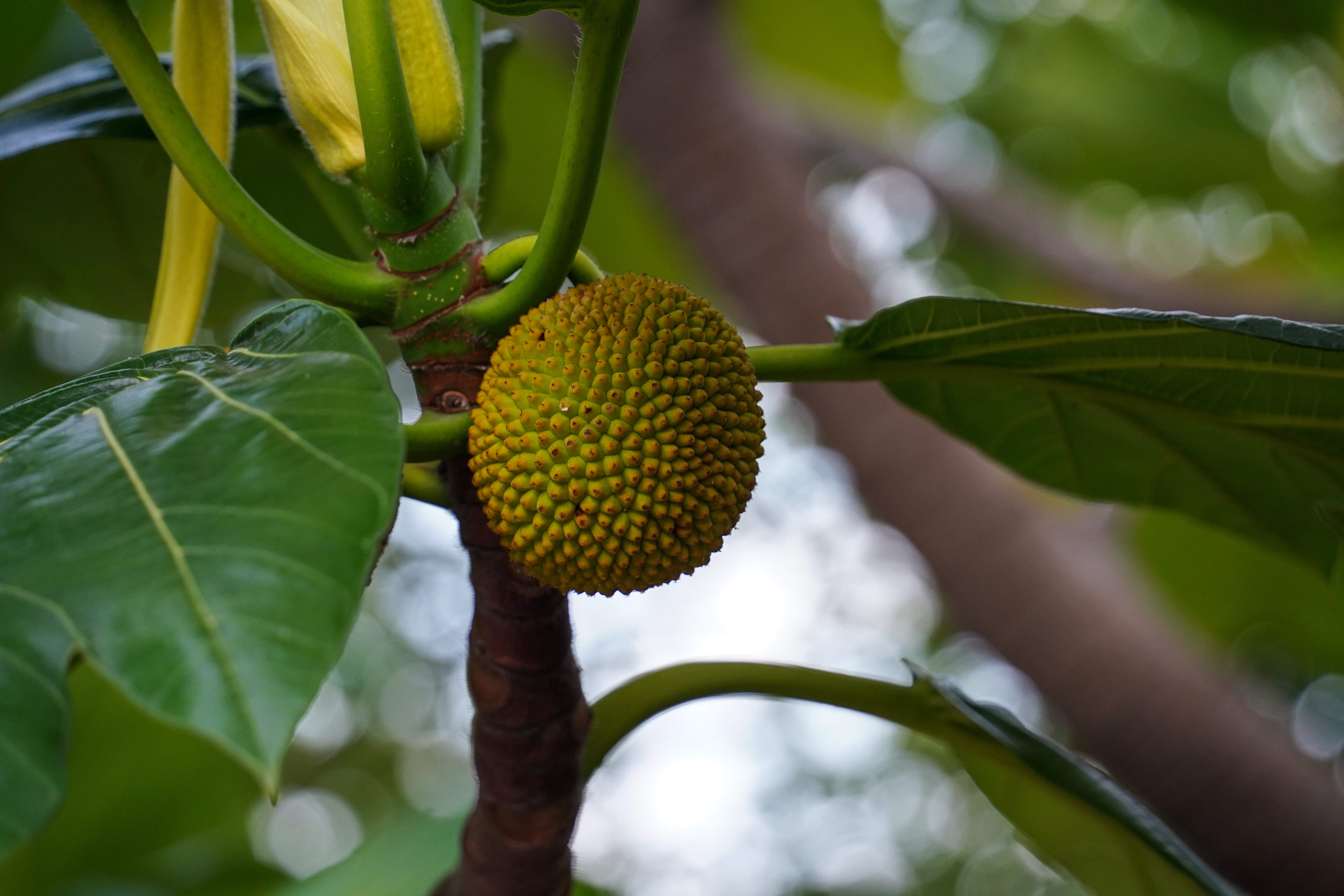
未成熟的果實

波羅蜜樹高可達20公尺以上，體液乳白色。葉互生，長橢圓形或倒卵形，革質，全緣，幼株葉片偶有淺裂。頭狀花序，幹出或腋出。聚合果卵狀橢圓形或長圓筒形，常著生於樹幹，未熟果呈綠色，成熟呈黃或黃褐色，果面有小六角形龜甲狀突起。

## 用途

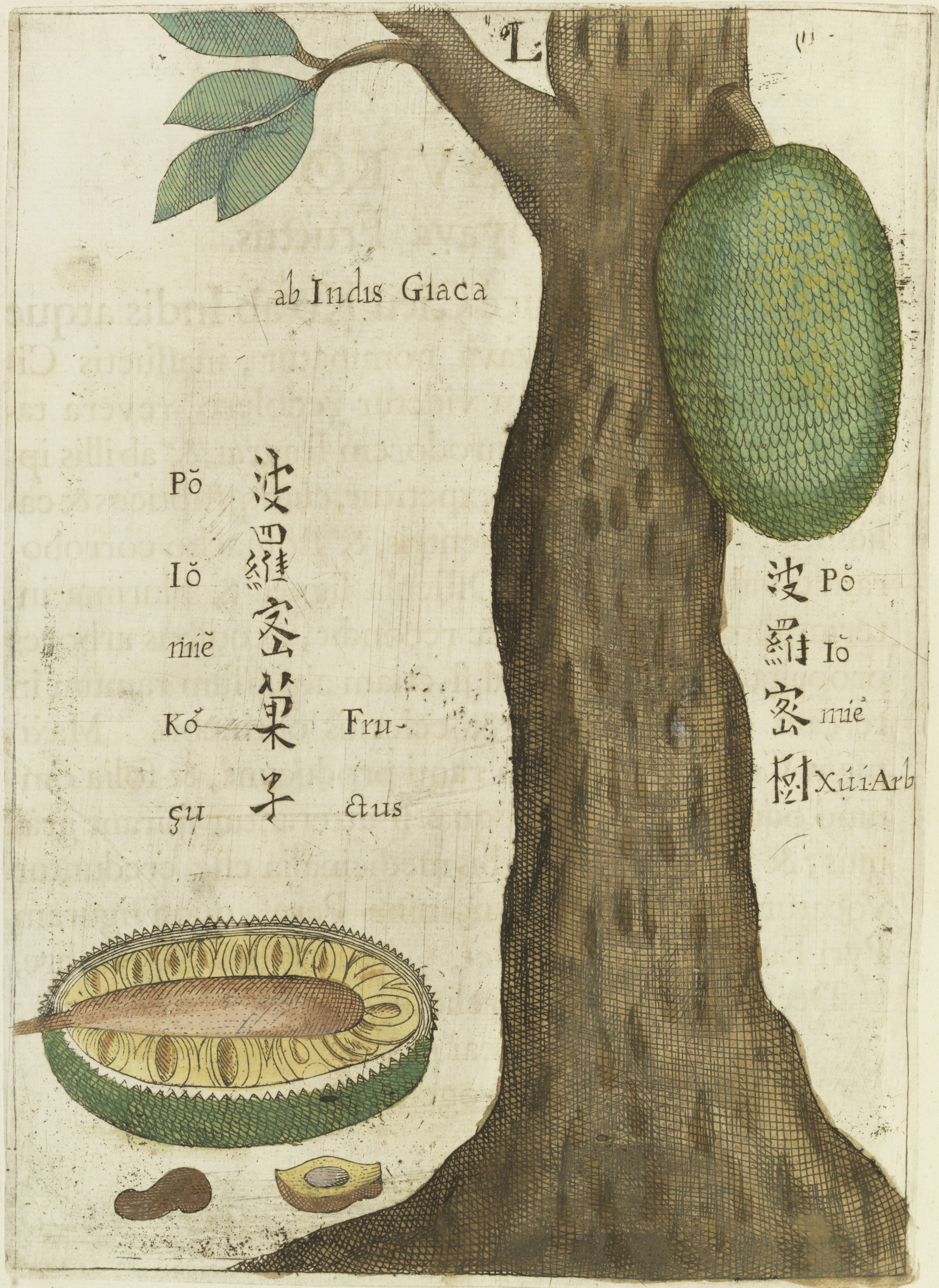
波蘭籍天主教耶穌會來華傳教士卜彌格十七世紀著作《Flora Sinensis》（譯：中國植物志）畫筆下的「波羅密菓子」。

波羅蜜是一種可食用水果，其假種皮（果肉）呈金黃色，散發香蕉和鳳梨融合的特殊果香，鮮食綿軟香甜，亦可烹調後熟食或醃製成果脯罐头；其種子呈乳白色並狀似鵝卵石，光潔而有石頭樣花紋，種仁肉質硬度如木，但尚可嚼動及食用。生食或有微毒，可引起輕微頭痛、噁心和嘔吐等症狀，故不建議；熟食可口，煮熟味如菱角，烤熟味如板栗，炒熟則味似花生。明代鄭和下西洋，隨鄭同行的馬歡所著的《瀛涯勝覽》即有記載：「其波羅蜜如冬瓜之様，外皮似川荔枝，皮內有雞子大塊黃肉，味如蜜甜。中有子如腰子樣，炒吃味如栗子。」。
波羅蜜木材常用來製造南洋各地的樂器。

## 延伸阅读
[在维基数据编辑]
 《植物名實圖考·波羅蜜》，出自吳其濬《植物名實圖考》